# Marc Semproni Tudità (cònsol 185 aC)
Marc Semproni Tudità (en llatí Marcus Sempronius M. F. C. N. Tuditanus) va ser un magistrat romà. Va morir el 174 aC a causa d'una epidèmia de pesta que va assolar Roma. Formava part de la gens Semprònia i era de la família dels Tudità.
Va ser tribú de la plebs l'any 193 aC i va proposar i va fer aprovar una llei, la Sempronia de faenore, mitjançant un plebiscit que establia que els préstecs de diners s'havien de fer en les mateixes condicions als aliats italians i als llatins que als ciutadans romans. L'any 189 aC va ser pretor i va obtenir Sicília com a província.
L'any 185 aC va ser elegit cònsol amb Appi Claudi Pulcre i va fer la guerra a Ligúria, derrotant a la tribu dels apuans, mentre el seu col·lega derrotava als ingauns. L'any 184 aC va optar al consolat del 183 aC, però no va ser elegit. Aquell any va ser escollit pontífex.